# Obiad

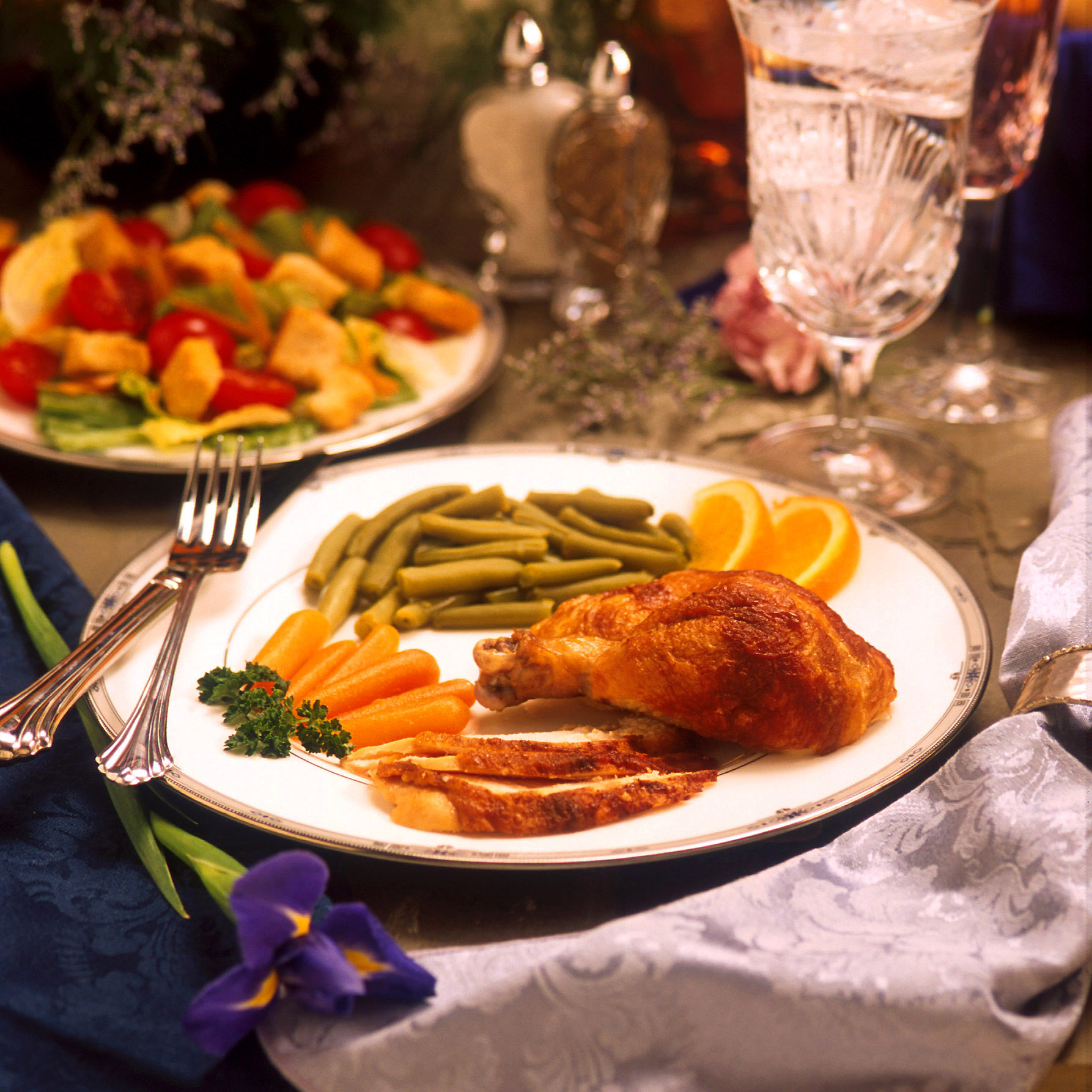
Przykładowe danie główne: warzywa oraz kura

Obiad – główny i zarazem najobfitszy posiłek w ciągu dnia, spożywany w Polsce najczęściej między godziną 12 a 16.
Tradycyjnie składa się z dwóch dań – w Polsce zwykle z zupy oraz dania głównego. W Polsce, w porównaniu z innymi częściami Europy, rozwinęła się bardzo bogata tradycja zup - wysoce zróżnicowanych pod względem regionu czy sezonu. Drugie danie w środowiskach wiejskich było przygotowywane głównie na bazie mąki i od XVII wieku – ziemniaków. Na talerzach bogatszych grup społecznych dominowały potrawy mięsne.
Obecnie tradycyjna forma dwudaniowa nie jest już tak rozpowszechniona i poza specjalnymi uroczystościami bądź dniami tygodnia, jak np. niedziela, często obiad składa się tylko z jednego dania (danie główne lub sycąca zupa). Zmienia się także godzina spożywania obiadu. Pora obiadowa przesuwa się w kierunku godzin wieczornych.